# J-WAVE 25
J-WAVE 25（ジェイウェーブ・トゥウェンティファイヴ）は、2005年4月3日から2009年9月27日までJ-WAVEで放送されていたラジオ番組。

## 概要
番組として特定の内容はなく週替わりで単発企画を放送する。単発企画の内容は音楽に関するものやその他エンターテイメントに関するもの、時事問題に関するものなどさまざまだが、恒例化している企画としては以下のようなものがあった。
- 毎月最終週のラジオドラマ「シアターマツモト」
- 冨田恵一が出演し最近の自身の活動について語る「TOMITA LAB. RADIO EDIT」

同趣向の番組として、J-WAVEでは2002年3月まで日曜深夜に「J-WAVE TRIAL」を放送していた。またそれ以降も週代わりの企画を放送していた枠として「J-WAVE WEEKEND CIRCUIT」、「J-WAVE WEEKEND SPECIAL」といった番組が存在した。
通例放送時間は1時間だが延長される場合もあった。なお、RADIO SAKAMOTOが放送される場合は休止となる。なお、2006年10月29日から2006年11月19日までは、J-WAVEの放送機器メンテナンスのため放送が休止された。
2009年9月をもって当番組が放送終了したことにともない、J-WAVEの日曜の放送終了時刻は1時間繰り上げられ25:00（月曜1:00）となった。（RADIO SAKAMOTO等の特別番組放送時を除く）

## 放送時間
- 日曜 25:00-26:00（月曜1:00-2:00）

## ナビゲーター
- 鳥越さやか（2006年4月-2007年3月）

番組表上は鳥越がナビゲーターとなっていたが、実際には全編通して出演する場合もあれば、途中数度登場するのみで案内役に徹する場合もあった。
- 小林紀美（2008年4月-2009年3月）
- 2007年4月-2008年3月と2009年4月-2009年9月の期間は特定のナビゲーターは設けられず、J-WAVEの他番組でレギュラー出演している人物がつとめる場合もあれば、特にはっきりとしたナビゲーターがない場合（上述の「シアターマツモト」など）もあった。

（参考）J-WAVE TRIAL時代のナビゲーター
- 藤浦紀子（1996年-1998年3月）
- 北島美穂 （1998年4月-2001年9月）
- ルーシー・ケント （2001年10月-2002年3月）

## 受賞番組
2009年5月25日に放送された「J-WAVE 25 DIALOG IN THE DARK〜見えないものを見るということ〜」が、第5回日本放送文化大賞のラジオ部門の準グランプリを受賞した。そのため当該回は後日JFL以外の民放FM各局でも放送され、J-WAVEでも2009年12月31日の19:00-20:00に「J-WAVE YEAREND SPECIAL」として再放送されている。